# Funitel de Péclet
 (janvier 2019).
Si vous disposez d'ouvrages ou d'articles de référence ou si vous connaissez des sites web de qualité traitant du thème abordé ici, merci de compléter l'article en donnant les références utiles à sa vérifiabilité et en les liant à la section « Notes et références ».
Le funitel de Péclet est un funitel situé à Val Thorens, dans le département française de la Savoie. Inauguré en 1990, il s'agit du tout premier funitel débrayable au monde. La remontée permet de relier le pied de la station au glacier de Péclet et constitue l'un des quatre funitels installés à Val Thorens,.

## Histoire

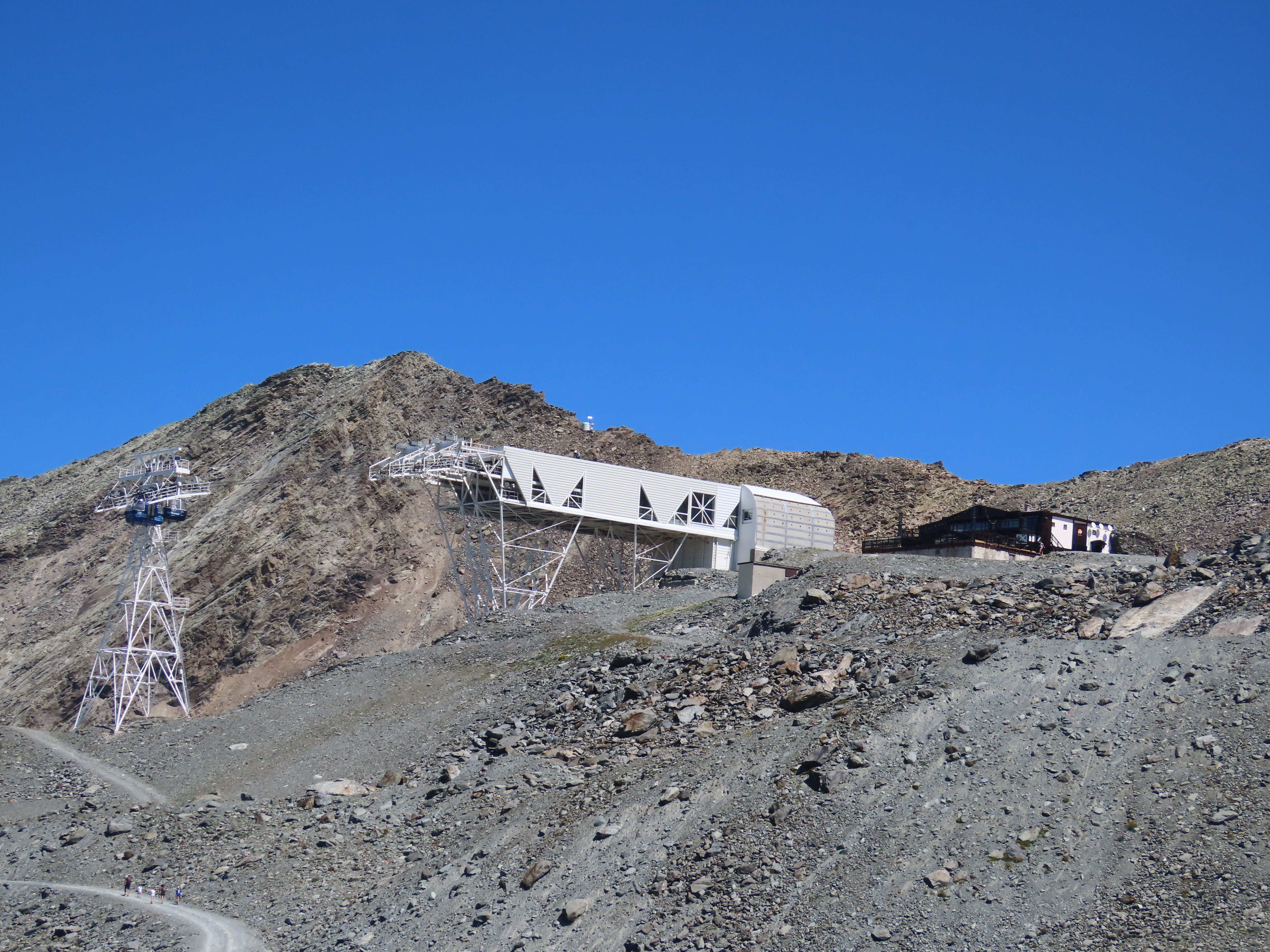
La gare d'arrivée du funitel.

Lors de la construction de Val Thorens au début des années 70, il fut décidé d'aménager des pistes et des remontées mécaniques sur le glacier de Péclet avec pour objectif d'ouvrir toute l'année grâce à la présence permanente de neige. Une télécabine 4 places fut construite par la société allemande PHB (Pohlig-Heckel-Bleichert) en 1972 et ouverte l'année suivante, elle permettait ainsi de relier directement le pied de la station au glacier. De 1973 et 1983, trois téléskis et deux télésièges furent construits sur le glacier en amont de la télécabine pour offrir davantage de pistes sur le glacier. La télécabine de Péclet était longue de 2900 mètres, son débit était de plus de 1000 personnes par heure et le temps de montée prenait environ 8 minutes. Mais après plusieurs années de service, en raison de la détérioration de l'installation, la vitesse fut réduite et le temps de montée passa à 12 minutes.
Cependant, dès la fin des années 80, la télécabine se révéla obsolète en raison de son débit trop faible, son manque de confort et de son temps de montée particulièrement long. C'est pour cette raison que l'exploitant des remontées de Val-Thorens (la SETAM) pris la décision de construire un appareil plus rapide, plus confortable, plus résistant au vent et présentant une capacité bien supérieure à la remontée actuelle. La SETAM fit appel à la société de remontée mécaniques Denis Creissels ainsi qu'au groupe industriel "Réel" pour construire un nouveau type de remontée mécanique qu'allait être le funitel. En effet, la société Creissels avait déjà inauguré en 1984 à Serre-Chevalier le double-monocâble (DMC), une sorte de télécabine à 2 câbles considéré comme l'ancêtre du funitel. Le funitel présente aussi 2 câbles tracteurs mais contrairement au DMC les câbles sont espacés d'environ 3 mètres pour assurer une stabilité optimale face au vent. Le nom "funitel" vient de la contraction de "funi" pour "funiculaire" et "tel" pour téléporté".
La construction du funitel de Péclet commença en 1989 et ce dernier fut ouvert au public en décembre 1990, son tracé reprend ainsi le même que celui de l'ancienne télécabine. L'inauguration du Funitel permit de tripler la capacité du nombre de passagers, le temps de montée fut de nouveau réduit à 8 minutes et grâce à sa grande résistance au vent, son fonctionnement est assuré avec des vents allant jusqu'à 100 km/h. Comme ce type de remontée mécanique était nouveau pour l'époque, la télécabine de Péclet fut conservée les premières années d'exploitation du funitel au cas où la nouvelle installation tomberait en panne, puis cette dernière fut définitivement démontée en 1993 après 20 ans de service.

## Description

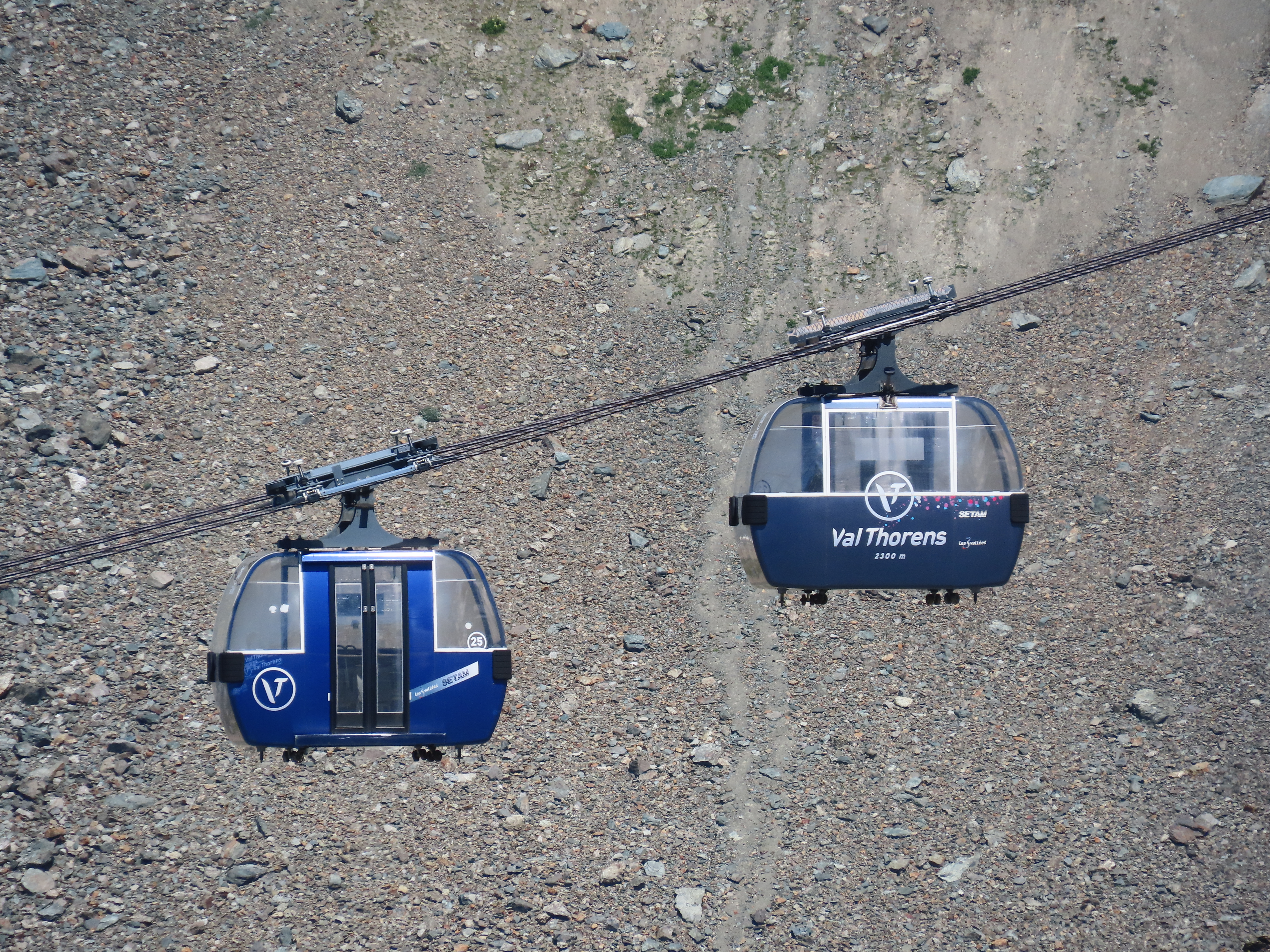
Cabines du funitel.

Le funitel de Péclet est considéré comme la première remontée de ce type à avoir été installée. Techniquement cela n'est pas tout à fait vrai puisque que le funitel à va-et-vient de Rocharbois à Megève fut inauguré 5 ans plus tôt en 1985, bien que le terme "funitel" était inexistant à l'époque de sa construction. Néanmoins le funitel de Péclet fut malgré tout le premier funitel à être de type débrayable.
Le funitel de Péclet est l'un des 4 funitels de Val Thorens avec le funitel du Grand Fond (également débrayable), le funitel des 3 Vallées et le funitel de Thorens. La remontée présente une longueur de 3140 mètres, une dénivelé d'environ 700 mètres et 11 pylônes sont installés tout au long de la ligne. Le funitel disposait à l'origine 30 cabines de couleur grise de 30 places. Ces dernières furent remplacées en 2012 par des cabines plus modernes de couleur bleue construites par Gangloff. Ces nouvelles cabines présentent 24 places dont 19 assises mais leur effectif est augmenté au nombre de 38 pour conserver le débit de 3000 personnes par heure.
La gare aval du funitel est située au pied de la station de Val Thorens à 2240 mètres d'altitude et à proximité du départ des télésièges débrayables "Cascades" et "Plein Sud". Le bâtiment abrite à la fois le garage des cabines ainsi que la machinerie de l'installation située en sous-sol.
La gare amont est située au pied du glacier de Péclet à 2945 mètres d'altitude, un restaurant est situé juste à côté. Une fois arrivé, les skieurs peuvent redescendre sur Val Thorens en empruntant les pistes rouges "Béranger", "Christine", "Lac Blanc" et "Les Vires" ou par la piste bleue "Tête ronde". Il était possible de monter encore plus haut en empruntant le télésiège "Glacier" pour monter jusqu'à 3100 mètres mais faute de fréquentation ce dernier fut démonté en 2019. En plus des pistes de ski, le funitel dessert également une piste de luge longue de plus de 3 kilomètres et permettant de rejoindre la gare aval du funitel.